# Tokorcs
Tokorcs es un pueblo ubicado en el distrito de Celldömölk, en el condado de Vas, Hungría.

## Superficie
Posee una superficie de 6,40 kilómetros cuadrados.

## Demografía
Hasta 2019 la población era de 370 habitantes, con una densidad de población de 57,81 habitantes por kilómetro cuadrado.